# Otaslavice (hrad)
Otaslavice jsou zbytky středověkého hradu, nacházející se na skalním ostrohu nad Drahanským potokem v obci Otaslavice. Jedná se vlastně původně o hradní dvojici s viditelnými zbytky znaku pánů z Kunštátu. Horní hrad, dnes již úplně zaniklý a téměř zcela pohlceny v zástavbě místní části „Sýpky“, vévodil Horním Otaslavicím, dolní hrad, z něhož zbyla polovina bergfritu (válcové věže, pocházející ze 13. století), dominoval Dolním Otaslavicím. Důvodem pro dva hrady bylo rozdělení obce mezi dvě dominia, které trvalo až do roku 1590.

## Historie
Rod z Otaslavic je zmiňován od roku 1279, první zmínka o hradu pochází z roku 1353. Roku 1373 vyženil dolní hrad Ješek Puška z Kunštátu, jeho sestra Skonka si vzala majitele horního hradu Mikuláše z Otaslavic. Za husitských válek byl hrad dobyt buď v roce 1423 husitským vojskem Bořka z Miletína, nebo o rok později katolickým vojskem vévody Albrechta. Byl rozbořen a nebyl již obnoven. Z celé stavby zbyla polovina věže vysoká 12 metrů.

## Ochrana
Jeho zbytky jsou chráněny od roku 1973 jako kulturní památka.

## Turistika
Přes hrad prochází zelená turistická značka, která začíná v Otaslavicích na návsi a pokračuje přes Myslejovice a Alojzov až do Plumlova. Zbytky hradu jsou volně přístupné, z místa je výhled na obec a okolí.

## Přírodní poměry
Hrad leží na skalním ostrohu, který obtéká potok Brodečka, jenž přítéká od západu, stáčí se na sever, hrad obkrouží a teče dále na jih.

## Fotogalerie

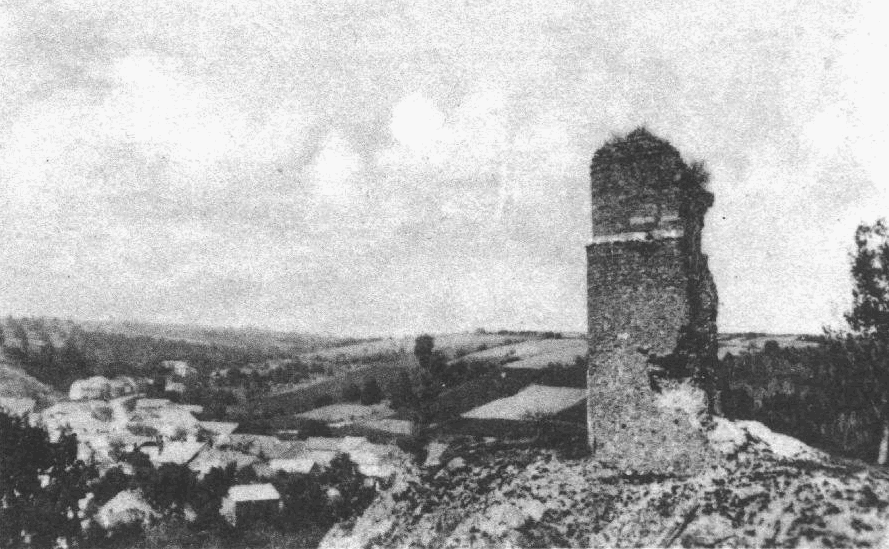
Fotografie z 20. let 20. století
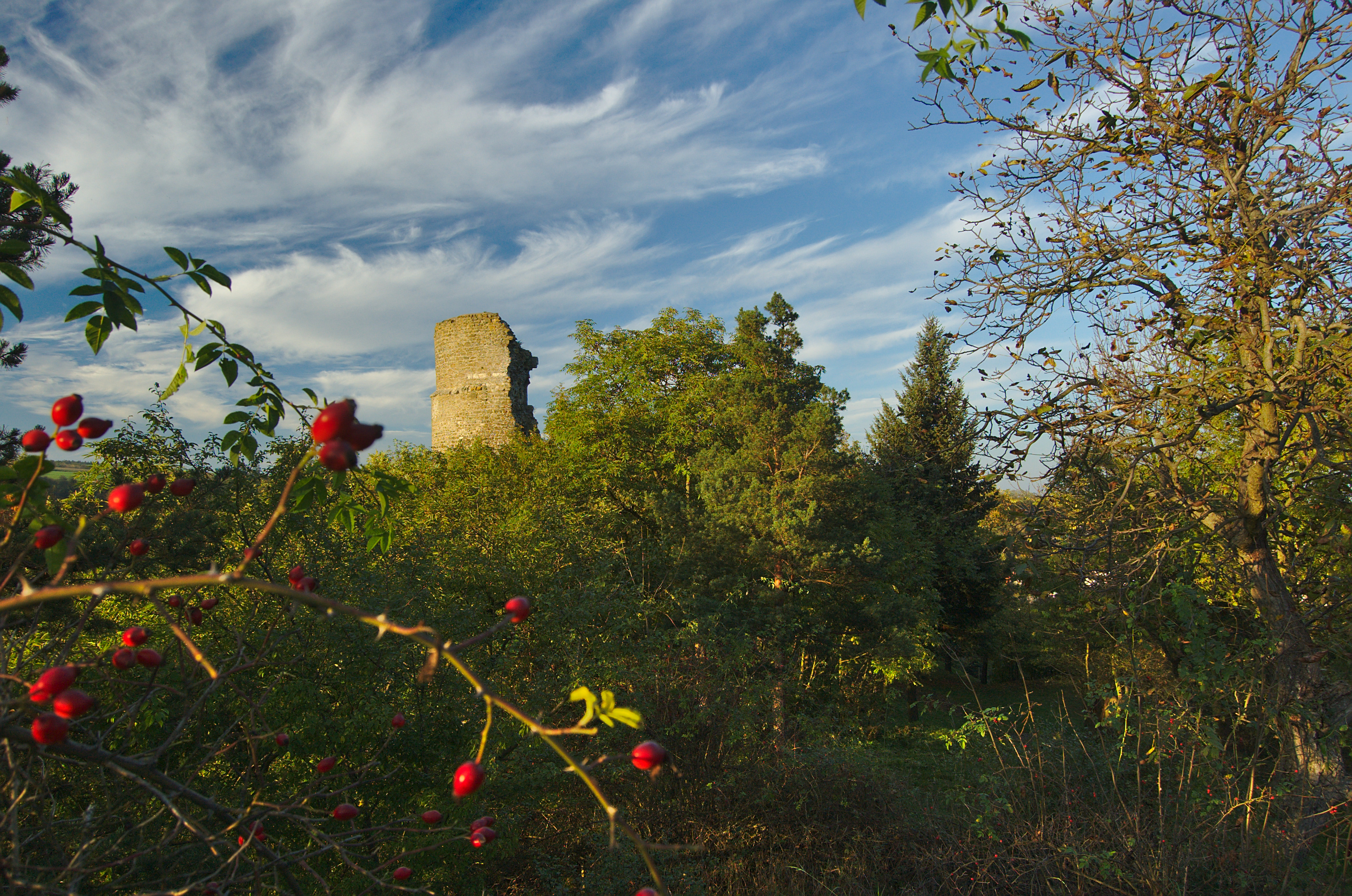
Pohled od jihu
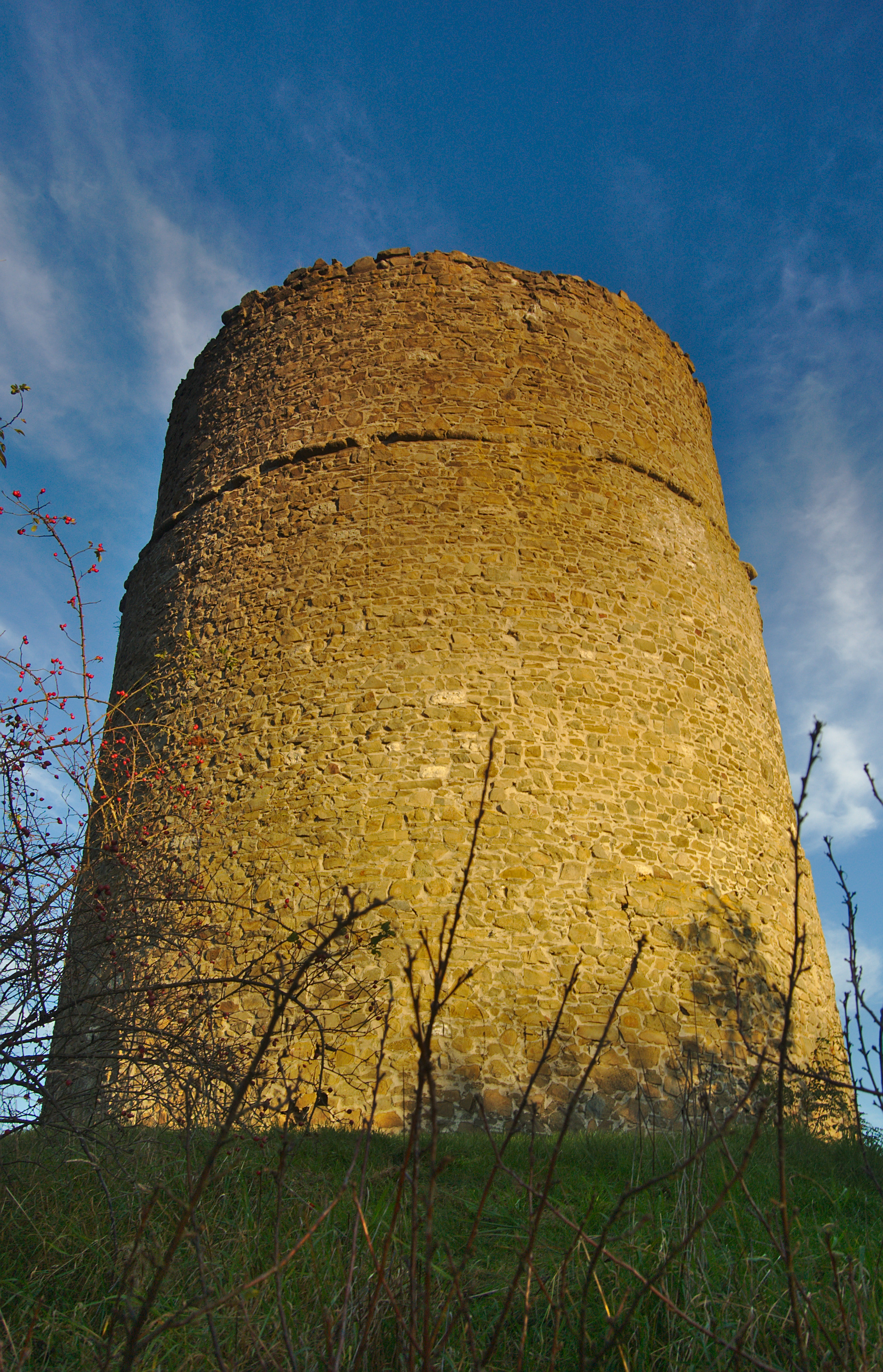
Podhled od západu
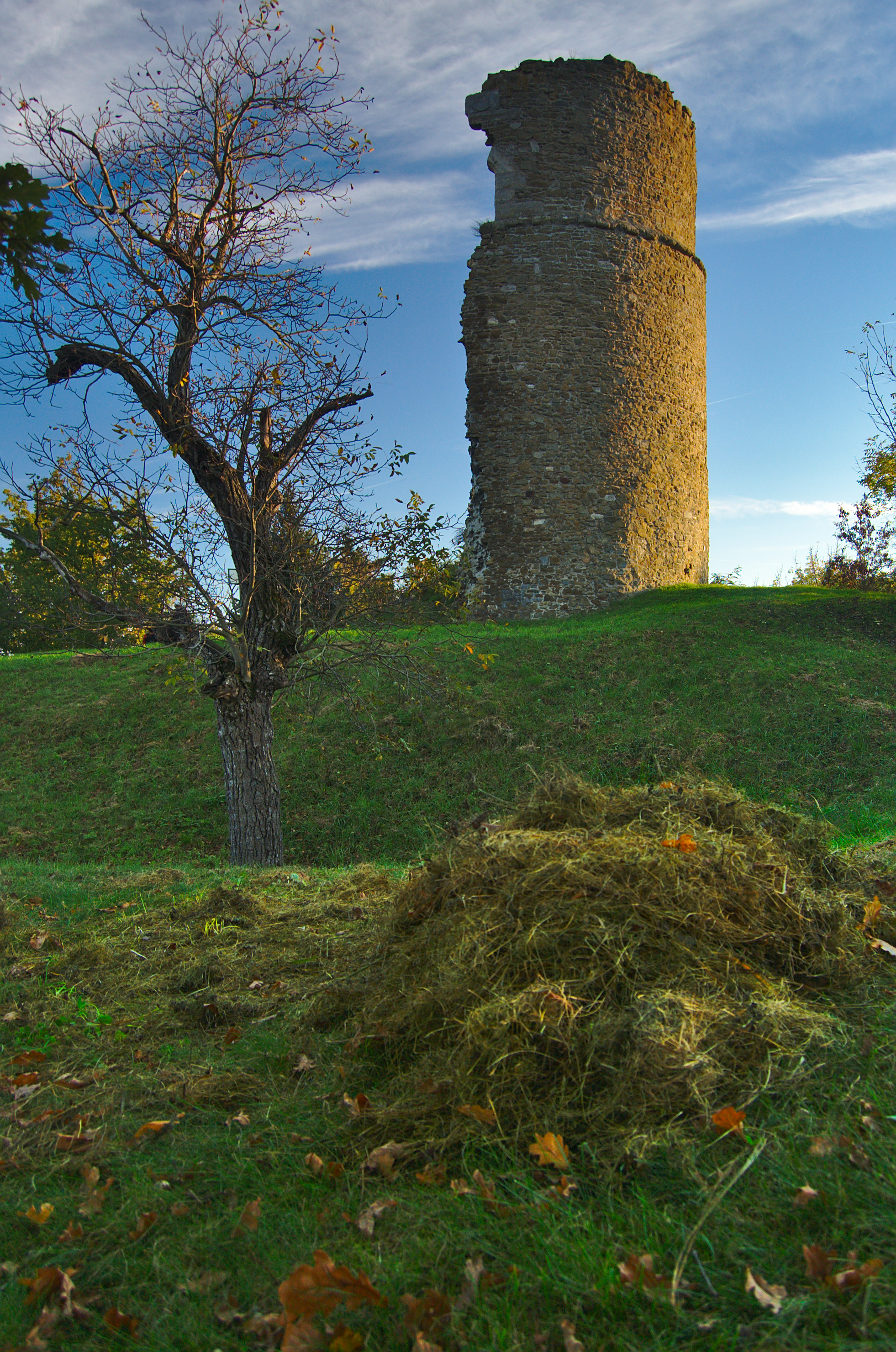
Hladomorna ze severu
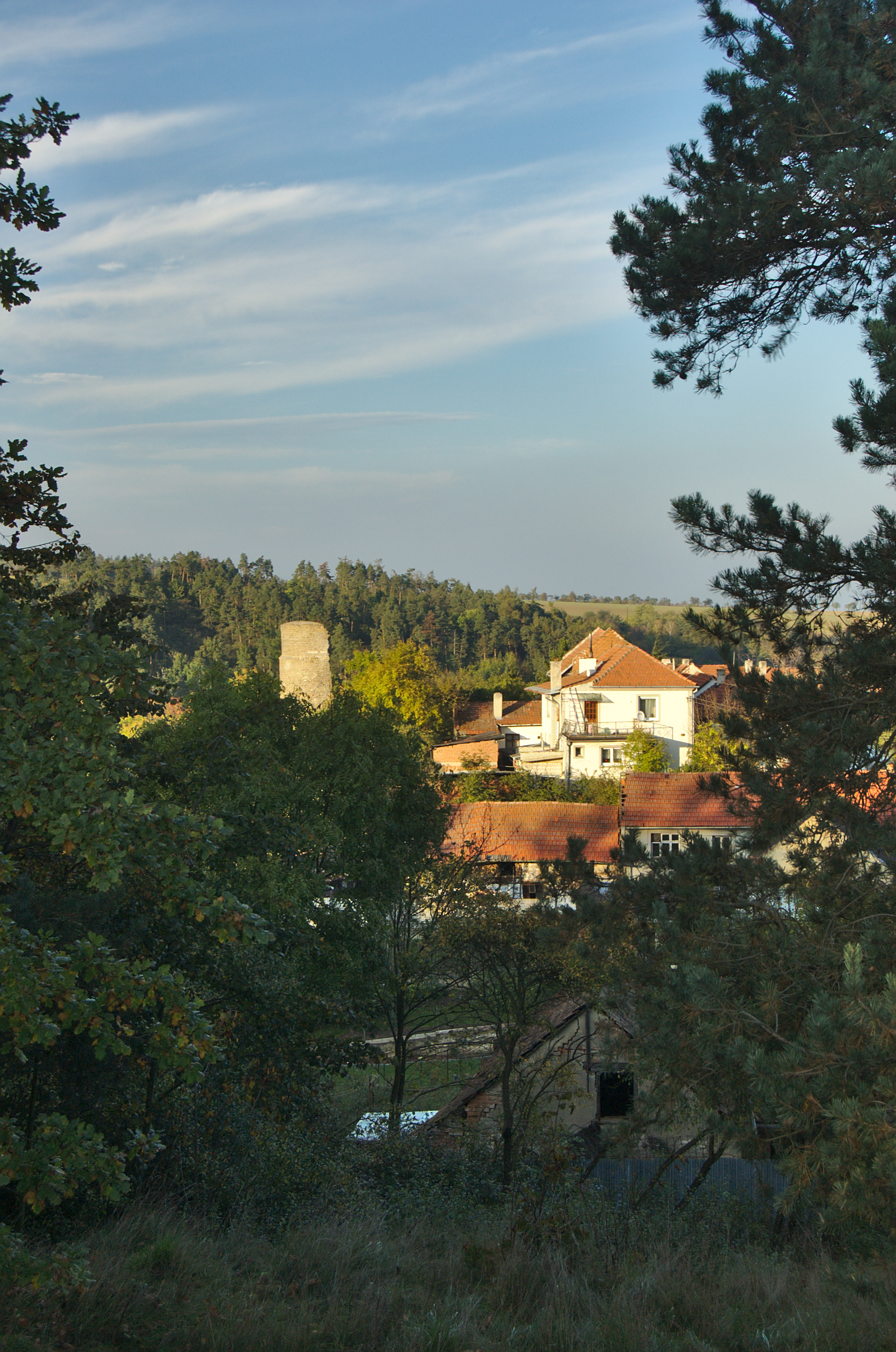
Zřícenina v kontextu obce
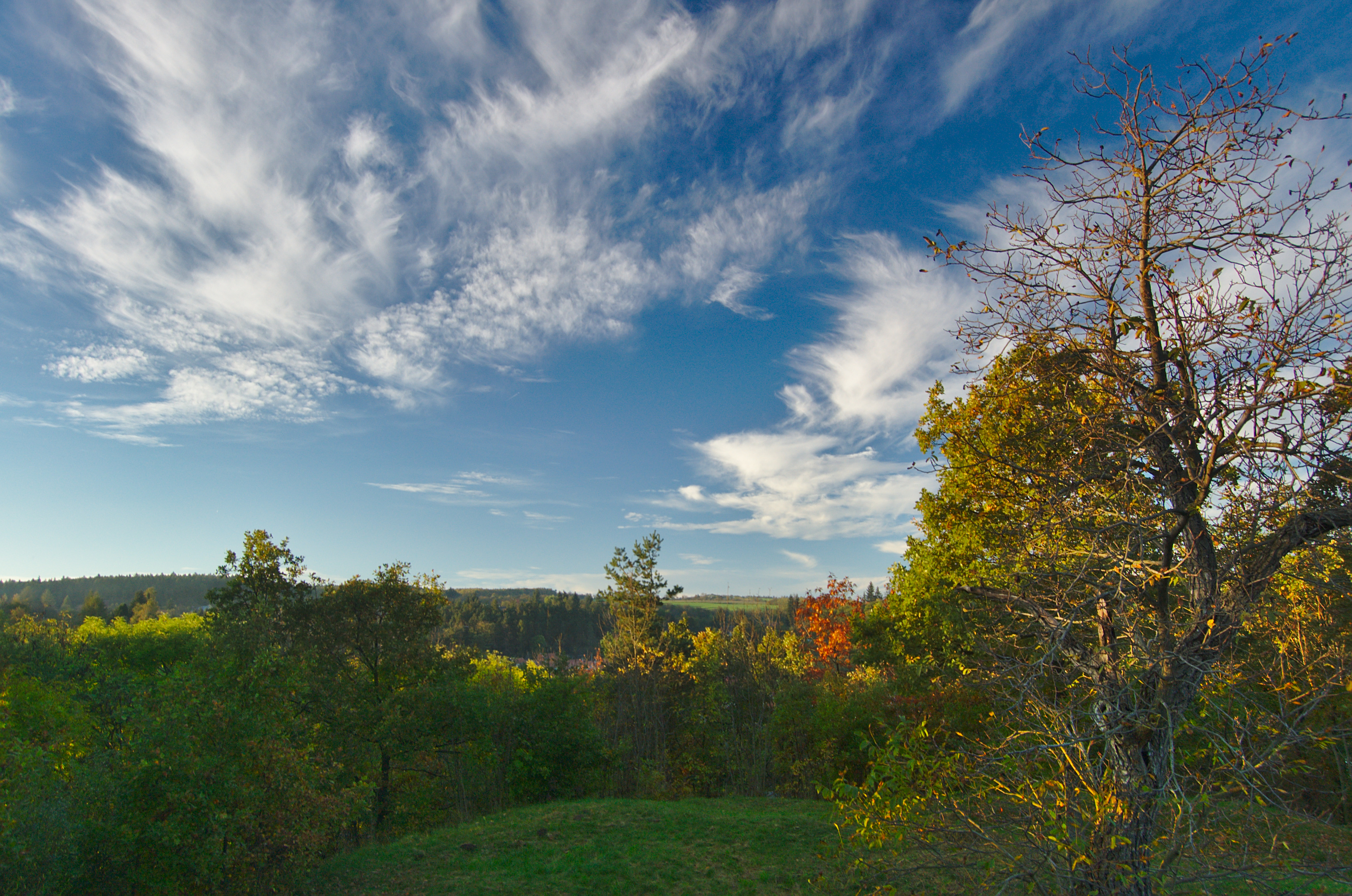
Výhled od hradu směrem na severozápad